# Pongo pygmaeus
- Commons
- Wikispecies

O orangotango-de-bornéu (nome científico: Pongo pygmaeus), é uma espécie de orangotango que, como seu nome indica, é nativa da ilha de Bornéu (Indonésia e Malásia). Juntamente ao orangotango-de-Sumatra e ao orangotango-de-Tapanuli, pertence ao único gênero de grandes primatas na Ásia (Pongo). Esta espécie é mais numerosa, com aproximadamente 104,700 mil indivíduos, números que contrastam os 7500 orangotangos-de-Sumatra que vivem em seu habitat natural. O orangotango-de-bornéu está ameaçado de extinção devido aos incêndios, à destruição florestal em troca de plantações de óleo de palma e ao tráfico ilegal de crias de orangotango. Estes orangotangos partilham aproximadamente 97% de seu DNA com o homem.

## Taxonomia
O orangotango-de-bornéu e o orangotango-de-Sumatra foram consideradas subespécies até 1996, quando foi feito o sequenciamento do DNA mitocondrial. Com a elevação do orangotango-de-bornéu e do orangotango-de-Sumatra a espécies de orangotango, passou-se a existir 3 subespécies de orangotango-de-bornéu:
- Pongo pygmaeus pygmaeus - Populações encontradas em Kalimantan Central, Kalimantan Ocidental e Sarawak (Indonésia e Malásia).
- Pongo pygmaeus morio - Populações encontradas em Kalimantan Oriental e Sabah (Indonésia e Malásia).
- Pongo pygmaeus wurmbii - Populações encontradas em Kalimantan Central e Kalimantan Ocidental (somente encontrado na Indonésia).

Existe alguma incerteza sobre isso; no entanto, a subespécie atualmente listada como P. p. wurmbii pode estar mais próxima do orangotango-de-Sumatra do que do orangotango-de-bornéu. Se isto fosse confirmado, o orangotango-de-Sumatra seria uma subespécie do P. p. wurmbii.

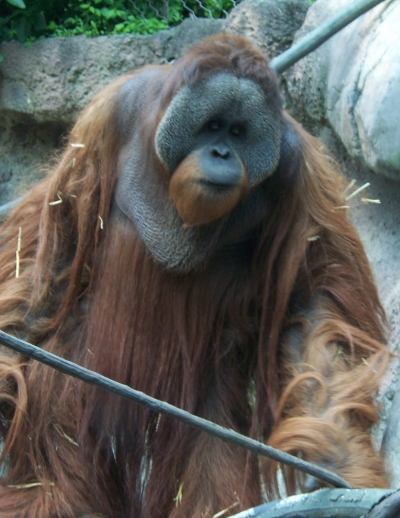
Orangotango macho com flanges desenvolvidas.

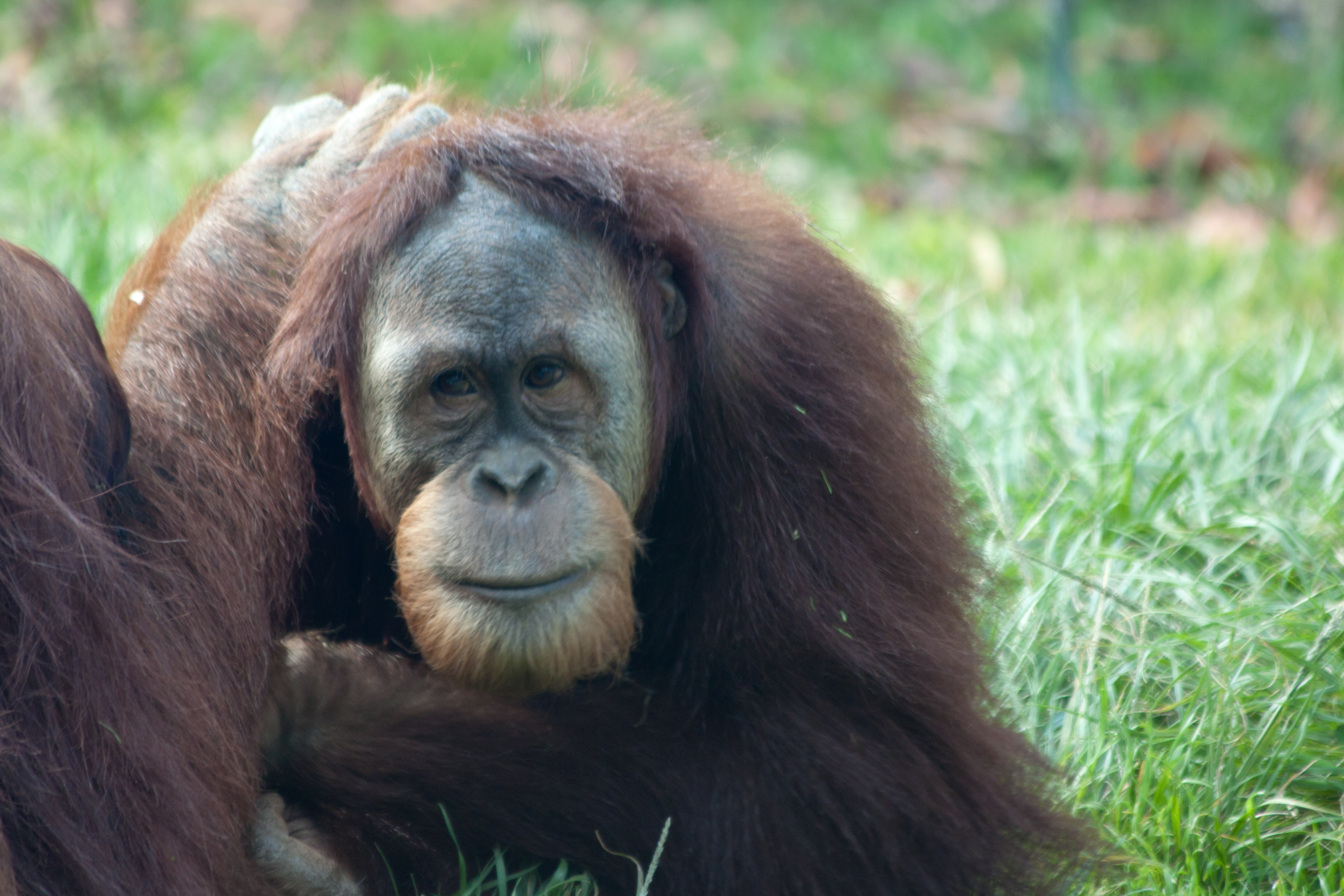
Orangotango macho com flanges não desenvolvidas

## Habitat e distribuição
O orangotango-de-bornéu vive nas florestas tropicais das planícies da ilha de Bornéu, bem como em áreas montanhosas, com cerca de 1900 m (4900 pés) de altitude. Esta espécie percorre grandes distâncias para encontrar árvores frutíferas.

Cronologia da Distribuição Geográfica dos Orangotangos de Bornéu. 1930-2004

Podem ser encontrados em dois estados da Malásia: Sabah e Sarawak; como em quatro províncias da Indonésia: Kalimantan Ocidental, Kalimantan Oriental, Kalimantan Central e Kalimantan Meridional. Devido à destruição do habitat destes animais, a distribuição das subespécies é altamente irregular por toda a ilha. A espécie tornou-se rara no sudeste da ilha, bem como nas florestas entre o Rio Rejang no centro de Sarawak e as do Rio Padas no oeste de Sabah. Atualmente é uma espécie em extinção em decorrência do incêndio que houve na ilha por conta da extração predatória de óleo de palma em agosto de 2015.

## Descrição física

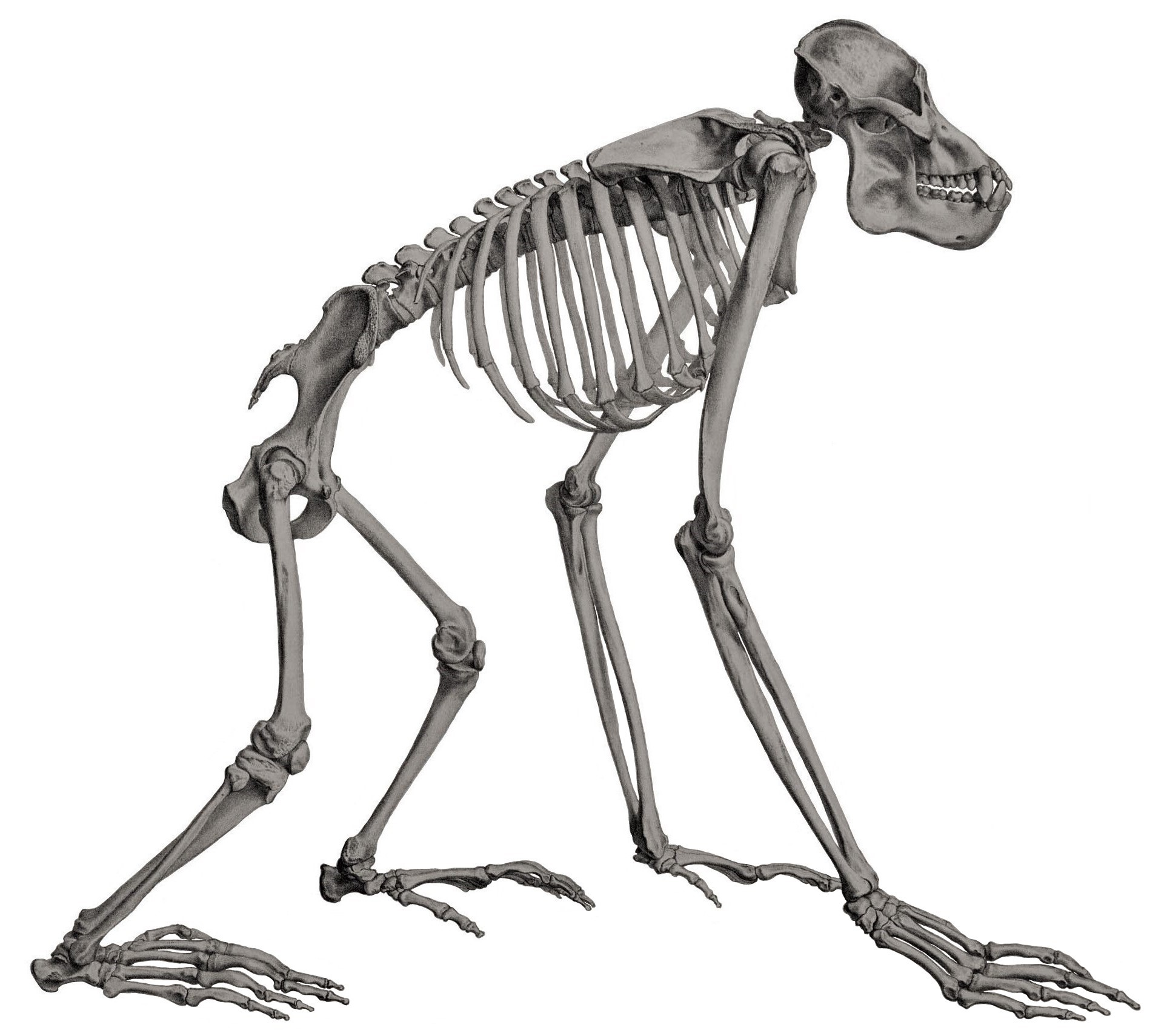
Esqueleto de um Orangotango de Bornéu.

O orangotango-de-bornéu é o terceiro primata vivo mais pesado, logo após as duas espécies de gorila, e são atualmente os maiores animais arborícolas do mundo. A média do peso corporal é ligeiramente mais alta que a dos humanos, embora a sua altura média seja menor. O orangotango-de-Sumatra é semelhante em tamanho, mas é em média ligeiramente mais leve. Os orangotangos selvagens machos pesam em média 75 kg, variando entre 50 a 100 kg, e medem entre 1,2 a 1,4 m de altura, enquanto que as fêmeas pesam em média 38,5 kg, variando entre 30 a 50 kg, e medem entre 1 a 1,2 m de altura. Em cativeiro, os orangotangos podem crescer consideravelmente acima do peso, até mais de 165 kg. O mais pesado orangotango conhecido em cativeiro foi um macho obeso chamado "Andy", que pesava 204 kg em 1959, quando tinha 13 anos de idade. A partir dos 13 anos, geralmente em cativeiro, até passados os 30 anos, machos dominantes desenvolvem flanges, que dão uma aparência característica a eles.
O orangotango-de-bornéu tem braços muito longos, que podem atingir até 2,30 m de comprimento.

## Status de Conservação
O orangotango de Bornéu é mais comum do que o de Sumatra, com cerca de 104.700 indivíduos na natureza, enquanto apenas cerca de 14.000 orangotangos de Sumatra restam na natureza. No entanto, é estimado que em 2025 a população de orangotangos de Bornéu diminua em cerca de 57 mil, resultando numa população aproximada de 47 mil. Os orangotangos vêm sendo ameaçados cada vez mais de extinção devido à destruição do habitat e ao comércio de carne de caça. Os filhotes de orangotango são capturados para serem vendidos como animais de estimação, geralmente resultando na morte de suas mães.

### Centros de Resgate, e Reabilitação
A Fundação Borneo Orangutan Survival (BOS), fundada pelo Dr. Willie Smits, possui centros de resgate e reabilitação em Wanariset e Samboja Lestari em Calimantã Oriental e Nyaru Menteng em Calimantã Central, fundada e dirigida por Lone Dröscher Nielsen. A BOS também trabalha para conservar e recriar o habitat de floresta perdida dos Orangotangos-de-bornéu em Samboja Lestari e Mawas.
A Orangutan Foundation International (OFI,  fundada pela Dra. Biruté Galdikas, resgata e reabilita orangotangos, preparando-os para serem devolvidos às áreas protegidas da floresta tropical da Indonésia. Além disso, a OFI promove a preservação da floresta para os orangotangos.
O Santuário Sepilok Orangutan, perto de Sandakan, no estado de Sabah, território da Malásia em Bornéu, abriu suas portas em 1964 como o primeiro projeto oficial de reabilitação de orangotangos.

## Ecologia

### Dieta

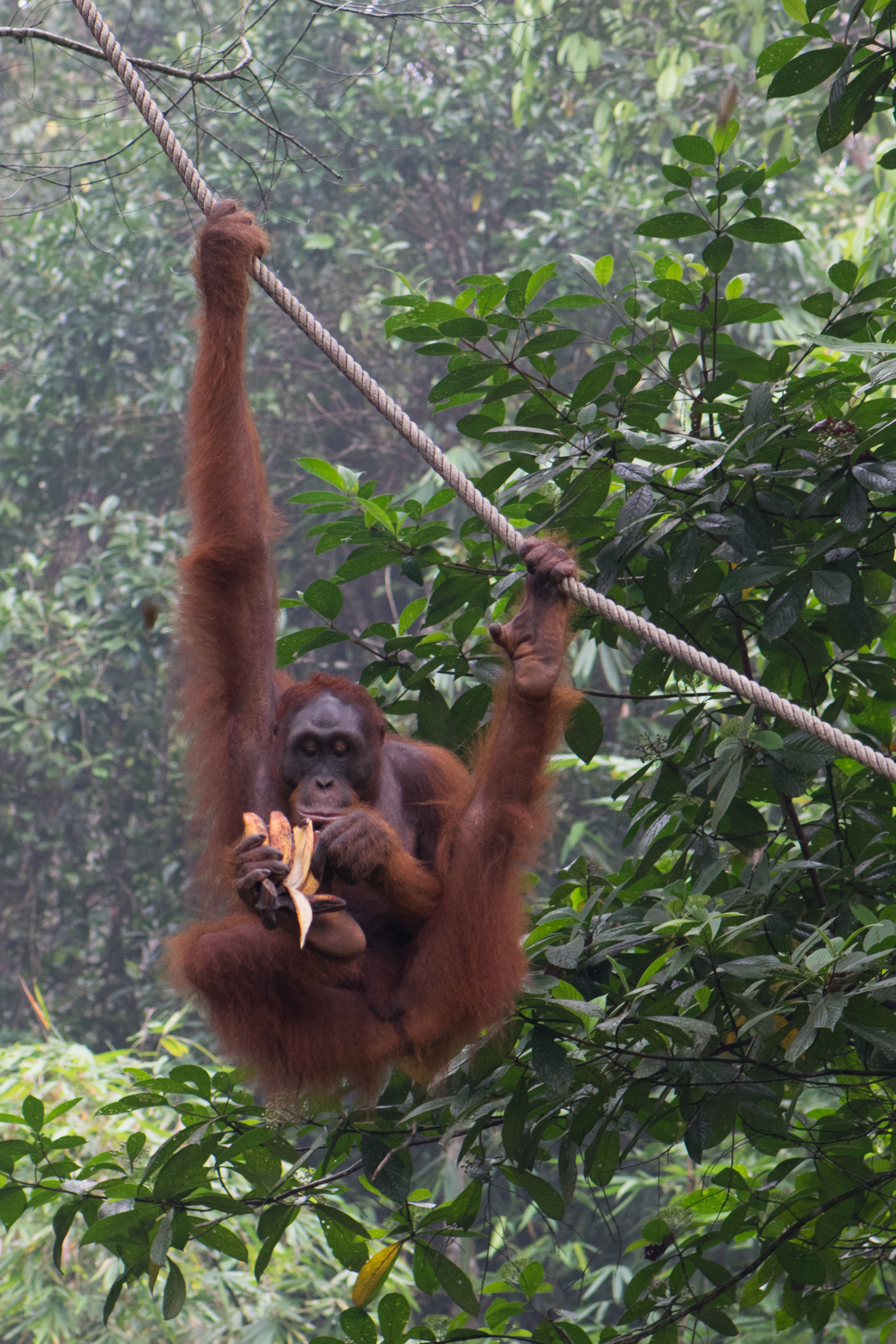
Orangotango fêmea descascando uma banana segurando-se na árvore. Hábito Arborícola

A dieta do orangotango de Bornéu é composta por mais de 400 tipos de alimentos, incluindo figos selvagens, duriões (Durio zibethinus e D. graveolens), folhas, sementes, ovos de pássaros, flores, seiva, vinhas, mel, fungos, teias de aranha, insetos e, em menor extensão do que o orangotango de Sumatra, cascas. Eles também são conhecidos por consumir os brotos internos de plantas e vinhas. Também comem ocasionalmente solo rico em nutrientes. Eles obtêm as quantidades necessárias de água tanto das frutas quanto dos buracos das árvores.

### Predadores

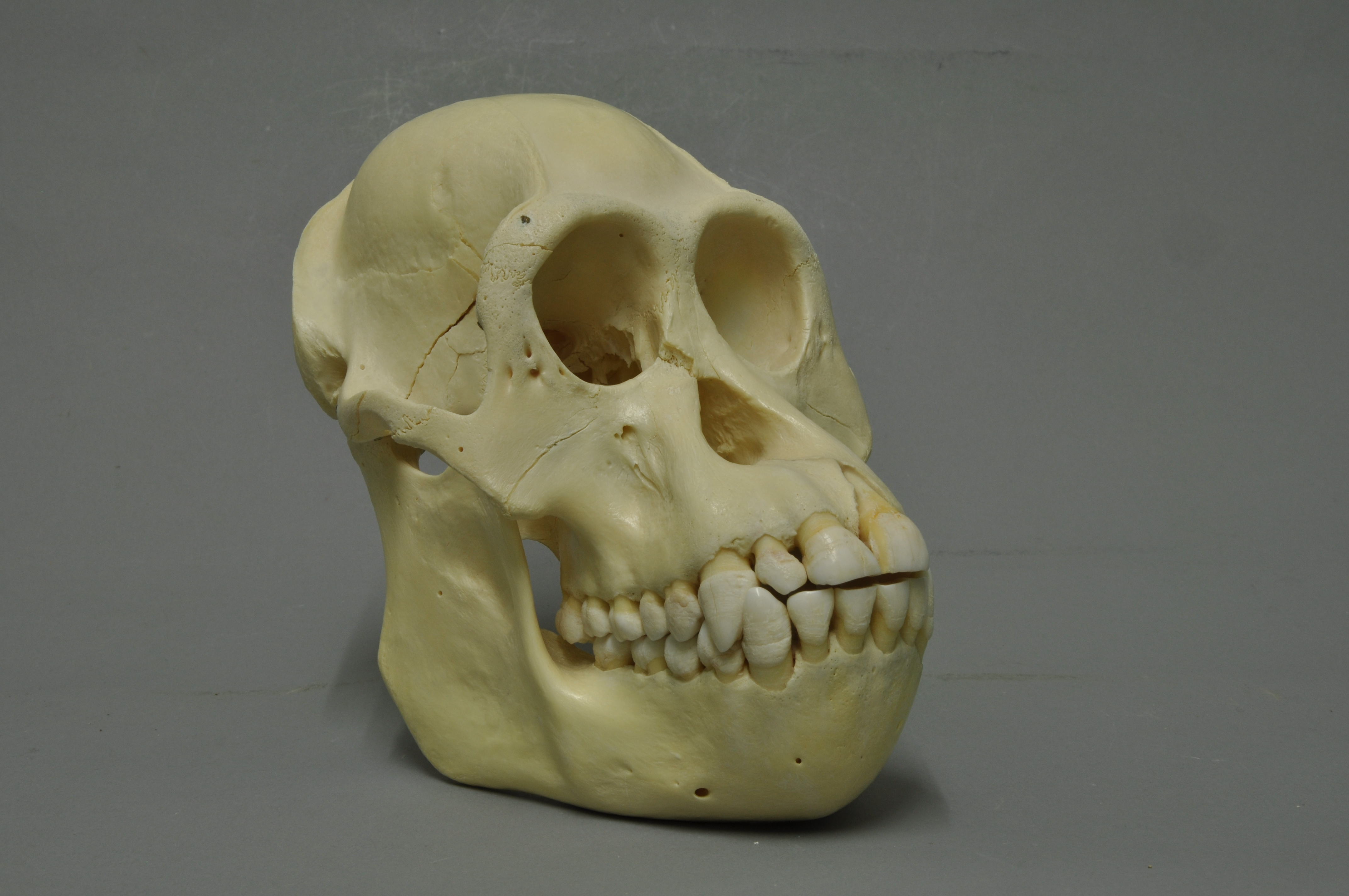
Crânio de um orangotango adulto.

O único predador dos orangotangos de Bornéu são os seres humanos. Mesmo a caça para fins tradicionais a uma taxa de 2%, não é sustentável para a população atual de orangotangos de Bornéu. Os orangotangos de Bornéu não estão sujeitos à predação de grandes felinos como seus primos de Sumatra, embora leopardos nublados consigam abater um jovem orangotango de Bornéu.

### Reprodução
Machos e fêmeas geralmente se juntam apenas para acasalar. Machos subadultos (sem flange) tentarão acasalar com qualquer fêmea e terão sucesso cerca de metade das vezes. Machos adultos com flange chamarão e anunciarão sua posição para fêmeas receptivas, que preferem acasalar com machos com flange.Os machos adultos geralmente têm como alvo fêmeas com filhotes desmamados como parceiras de acasalamento pois é provável que a fêmea seja fértil.

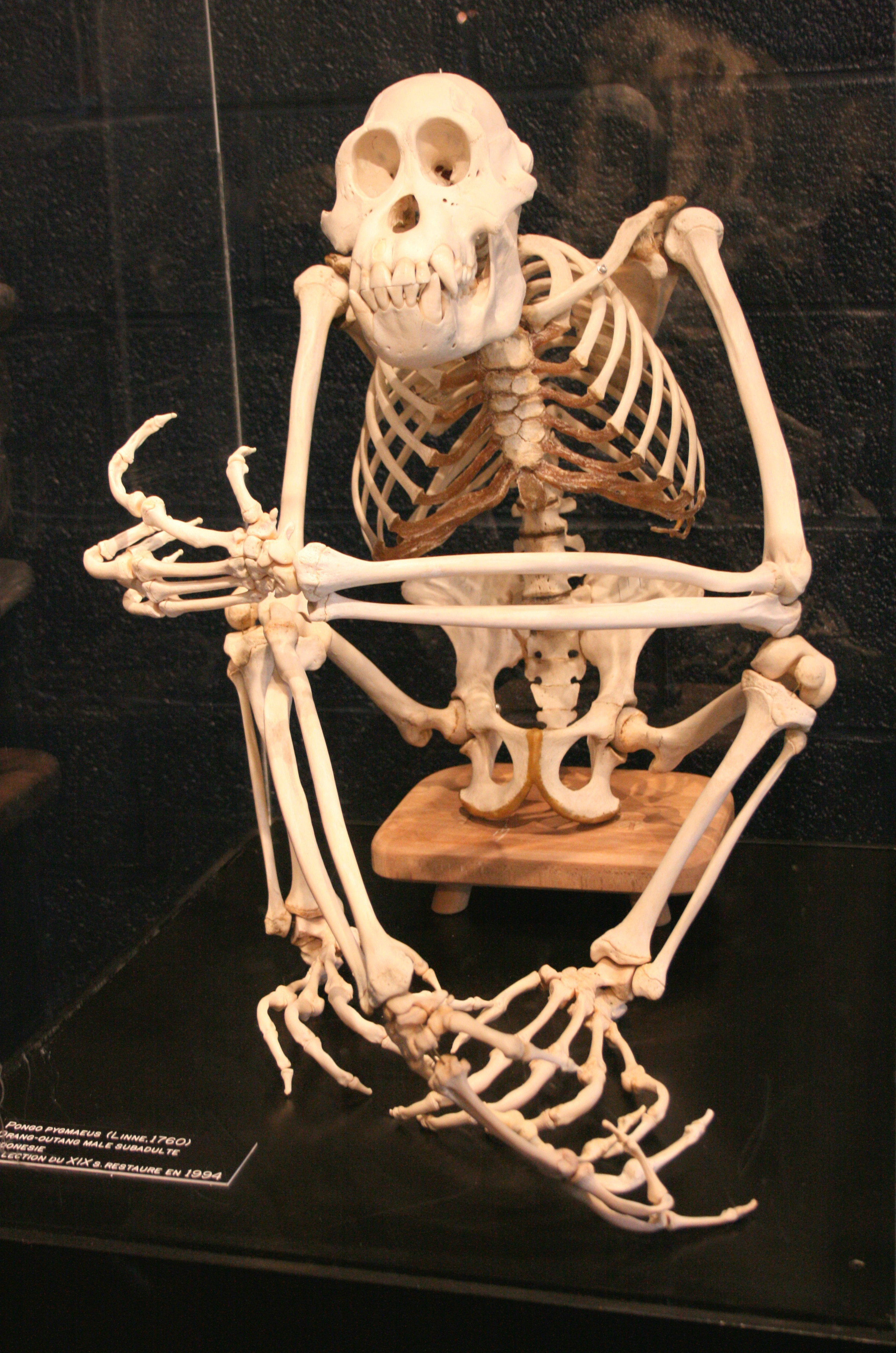
Esqueleto de um Orangotango-de-bornéu Macho.

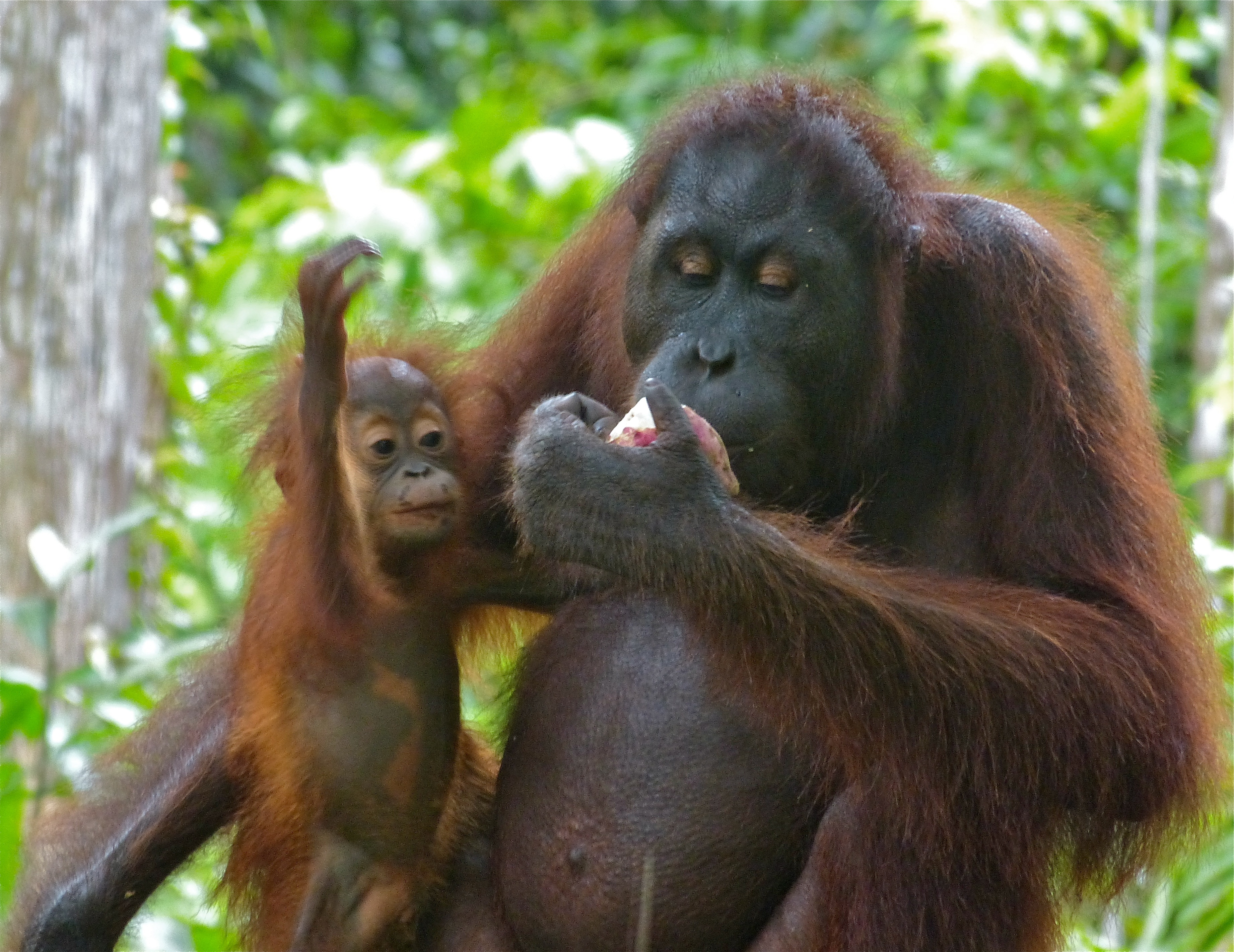
Uma fêmea reabilitada com seu filhote no Centro de Reabilitação de Orangotangos de Sepilok, Sabah, Malásia.

As fêmeas atingem a maturidade sexual e experimentam seu primeiro ciclo ovulatório entre seis e 11 anos de idade, embora fêmeas com mais gordura corporal possam experimentar isso mais cedo. O ciclo estral dura entre 22 e 30 dias e, a menopausa foi relatada em orangotangos em cativeiro por volta dos 48 anos.As fêmeas tendem a dar à luz por volta dos 14 a 15 anos de idade. Orangotangos recém-nascidos mamam a cada três a quatro horas e começam a ingerir alimentos pastosos dos lábios de suas mães por volta dos quatro meses. Durante o primeiro ano de vida, o filhote agarra-se ao abdômen da mãe entrelaçando os dedos e agarrando seus pelos. Os filhotes são desmamados por volta dos quatro anos, podendo demorar ainda mais, e logo depois iniciam seu estágio adolescente de exploração, mas sempre à vista de sua mãe. Durante esse período, eles também procurarão ativamente outros orangotangos jovens para brincar e viajar. Em média, os juvenis não se tornam completamente independentes até os sete anos de idade. A taxa de natalidade de orangotangos tem diminuído em grande parte devido à falta de nutrientes suficientes como resultado da perda de habitat.
Um estudo de 2011 sobre orangotangos fêmeas em programas de reabilitação em liberdade descobriu que indivíduos que receberam suplementos de recursos alimentares tiveram intervalos entre os nascimentos mais curtos, bem como uma idade reduzida no primeiro nascimento.

### Comunicação e Percepção
Os orangotangos de Bornéu não são tão sociais quanto outras espécies de grandes primatas e não têm tantas vocalizações sociais. A forma mais proeminente de comunicação para orangotangos de Bornéu é o chamado longo, um chamado de um a dois minutos realizado apenas por machos adultos. O chamado longo pode ser ouvido a vários quilômetros de distância nas condições certas. Os principais objetivos das chamadas longas são informar outros machos da presença do chamador (quando os machos jovens ouvem chamadas longas, eles fogem da área) e chamar as fêmeas sexualmente receptivas. As chamadas longas são espontâneas e não seguem nenhum padrão específico. Algumas evidências sugerem que a chamada longa pode até suprimir o desenvolvimento de machos jovens. Quando os machos jovens ouvem um chamado longo, hormônios do estresse são produzidos, o que inibe o desenvolvimento dos machos jovens. O outro tipo de chamado produzido pelos orangotangos de Bornéu é um chamado rápido, que é mais frequentemente feito após um conflito entre machos. Além das chamadas longas e rápidas, os orangotangos de Bornéu estalam os lábios para produzir sons quando estão em pequenos grupos sociais. Quando assustados, os orangotangos de Bornéu juntam os lábios e gritam.

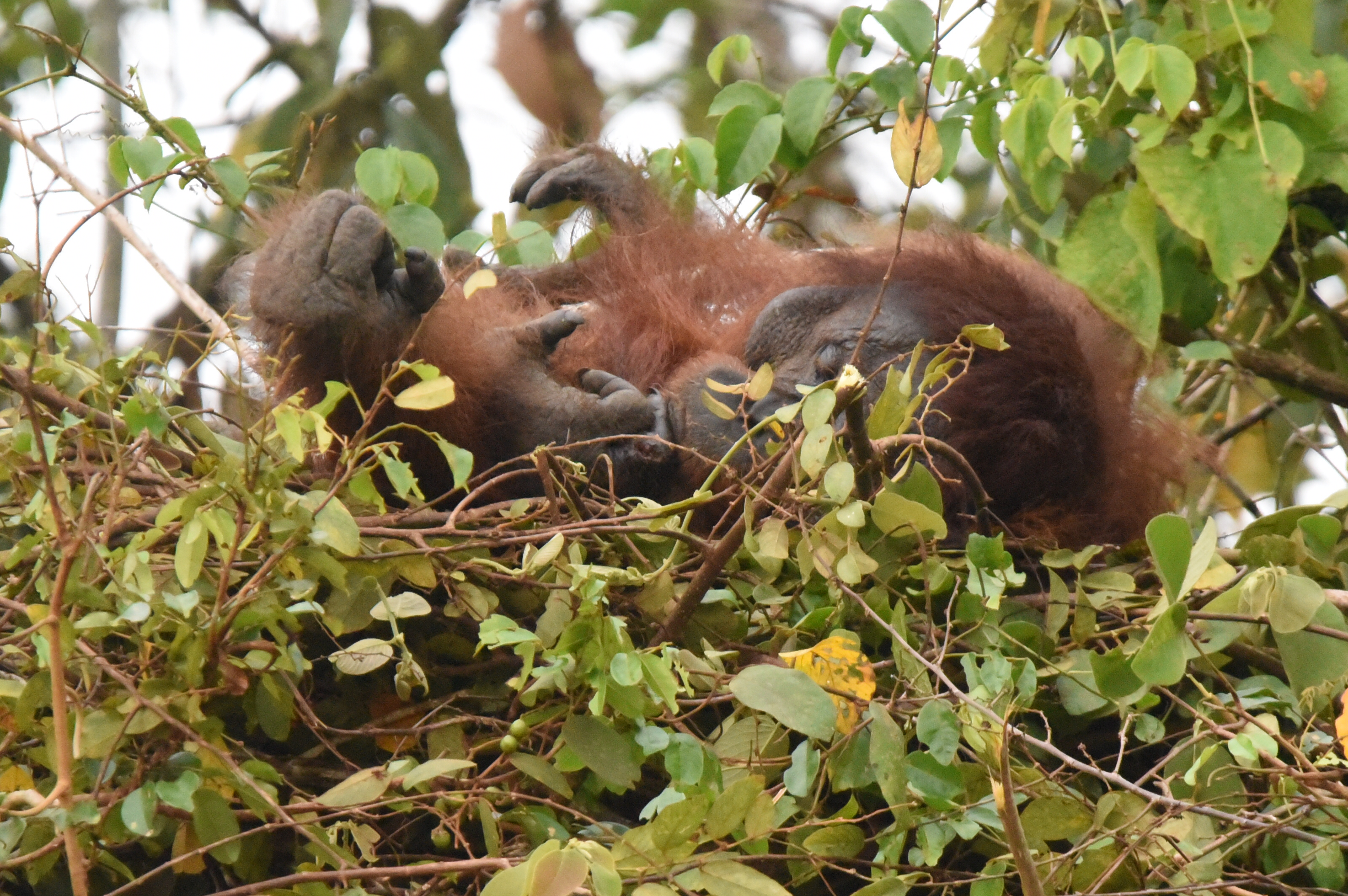
Orangotango de Bornéu deitado no ninho.

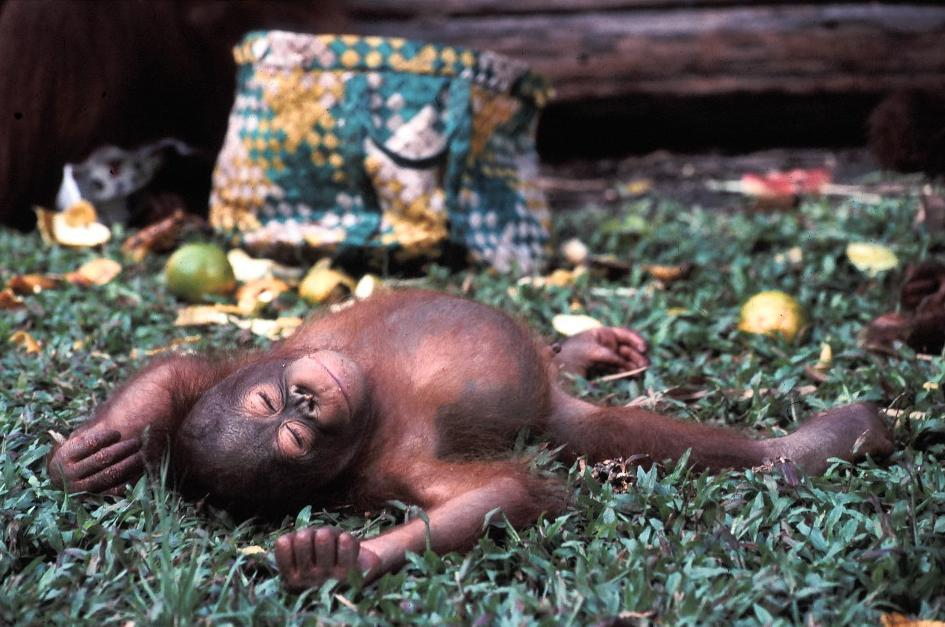
Um jovem orangotango em cativeiro dormindo.

### Comportamento
Os orangotangos de Bornéu são diurnos e raramente descem das árvores, sendo arborícolas. Pequenos grupos de fêmeas podem viajar com seus filhotes em busca de comida, mas os machos adultos geralmente são solitários. Embora todos os orangotangos de Bornéu sejam geralmente solitários, eles podem ter conexões sociais ocasionais. Grupos de 6 ou mais orangotangos de Bornéu são raros, mas podem ser encontrados durante os períodos de frutificação em massa, quando um grupo de árvores frutifica repentinamente ao mesmo tempo. Os movimentos diários e sazonais mudam frequentemente e são influenciados pela disponibilidade de frutas. Os orangotangos de Bornéu usam vários métodos de locomoção. A braquiação é vista apenas em orangotangos jovens, enquanto os orangotangos mais velhos andam quadrúpedes ou, ocasionalmente, bípedes. Ao caminhar de forma quadrúpede, eles andam sobre os punhos em vez das juntas, ao contrário de outros grandes primatas. Os orangotangos de Bornéu dormem em plataformas de ninho feitas de vegetação de 40 a 60  pés (12 a 18 metros) do chão. A comida é colhida com os dedos e a palma devido à incapacidade de usar os polegares. Os orangotangos de Bornéu não sabem nadar, o que torna rios e outras fontes de água limites intransponíveis, limitando seu alcance. Eles são territorialistas.

## Genética e História Demográfica
Os orangotangos e a linhagem que originaria os humanos divergiram há aproximadamente 14 a 18 milhões de anos. Há cerca de 17.000 anos, houve uma migração dos orangotangos de Bornéu, que acabaram indo para Sumatra, efetivamente trocando de lugar com os orangotangos de Sumatra que estavam em Sumatra à época. Essas duas espécies de orangotangos foram intimamente relacionadas ao longo de sua história evolutiva devido ao fato de estarem tão próximas em proximidade física. Portanto, seus genomas e histórico demográfico são semelhantes. O tempo de divergência das duas espécies é de aproximadamente 3,5 milhões de anos atrás quando estimado a partir de sequências de DNA mitocondrial e de 0,3-0,4 milhões de anos atrás quando estimado a partir de sequências de DNA autossômico da mesma coorte de orangotangos (40). Para explicar essa diferença, foi proposto que a divergência do DNA mitocondrial herdado da mãe marca o início de um processo de especiação prolongado no qual a migração e a dispersão específicas de machos, mas não de fêmeas, entre as ilhas serviram para misturar os genes autossômicos das duas espécies. O ID da Genética dos Orangotangos é 10714.